# Anna Rucka
Anna Rucka z domu Bajtek (ur. 1903 w Nydku, zm. 30 czerwca 1944 w Auschwitz) – działaczka społeczno-narodowa okresu międzywojennego działająca na Zaolziu.

## Życiorys
Urodziła się w Nydku w rodzinie rolnika i kupca Jana Bajtka. Uczęszczała do polskiej szkoły ludowej w Nydku, później dwa lata do niemieckiej szkoły wydziałowej w Cieszynie i po I wojnie światowej do Szkoły Gospodyń Wiejskich w Końskiej.
W wieku osiemnastu lat wyszła za mąż za nauczyciela Jerzego Ruckiego. Razem wychowali trójkę synów, Stanisława, Tadeusza i Jana. W 1922 roku powstał Związek Absolwentek Końszczanek, który później działał pod nazwą Związek Kół Gospodyń (ZGK), którego jedną z założycielek była Anna Rucka. W 1934 roku, gdy istniało już sześć kół miejscowych związku z 283 członkiniami, została jego przewodniczącą. Organizowała liczne kursy, które miały za zadanie kształcić kobiety Zaolzia w dziedzinach gotowania, szycia, zarządzania gospodarstwem domowym, tańców ludowych, higieny czy poradnie dla matek. Z uczestnikami kursu wyjeżdżała na wycieczki do Polski.
Była aktywną działaczką w różnych dziedzinach życia społecznego. Śpiewała w kościelnym chórze nydeckim, była członkiem Macierzy Szkolnej, udzielała się w Stowarzyszeniu Niewiast Ewangelickich. Jako nauczycielka-instruktorka prowadziła zajęcie w Zimowej Szkole Gospodarczej w Nydku. Z jej inicjatywy powstała w 1938 roku związkowa stołówka w Domu Nauczyciela w Czeskim Cieszynie pod nazwą Kresówka. Wchodziła w skład rady redakcyjnej Poradnika Gospodarczego wydawanego przez polskie organizacje rolniczo-gospodarcze w Czechosłowacji w okresie międzywojennym. Anna Rucka była propagatorką stroju śląskiego. Imieniem Anny Ruckiej został nazwany 2 grudnia 2017 Dom PZKO w Nydku.

## Ruch oporu
W czasie wojny rodzina Anny Ruckiej zaangażowała się w ruchu oporu. Brat Jan Bajtek oraz jej najstarszy syn Stanisław wstąpili do Związku Walki Zbrojnej. Dom Ruckich stał się stanicą kurierską, magazynem oraz miejscem spotkań konspiracyjnych. Anna zbierała informacje, organizowała kolportaż tajnej prasy i zbiórki na rzecz rodzin więźniów. 14 lipca 1943 została aresztowana przez Gestapo. Po licznych przesłuchaniach i pobytach w więzieniach w Cieszynie, Rybniku, Katowicach i Mysłowicach, została przewieziona do Oświęcimia do obozu Auschwitz i skazana na karę śmierci za zdradę stanu. Wyrok wykonano 30 czerwca 1944 przez rozstrzelanie.

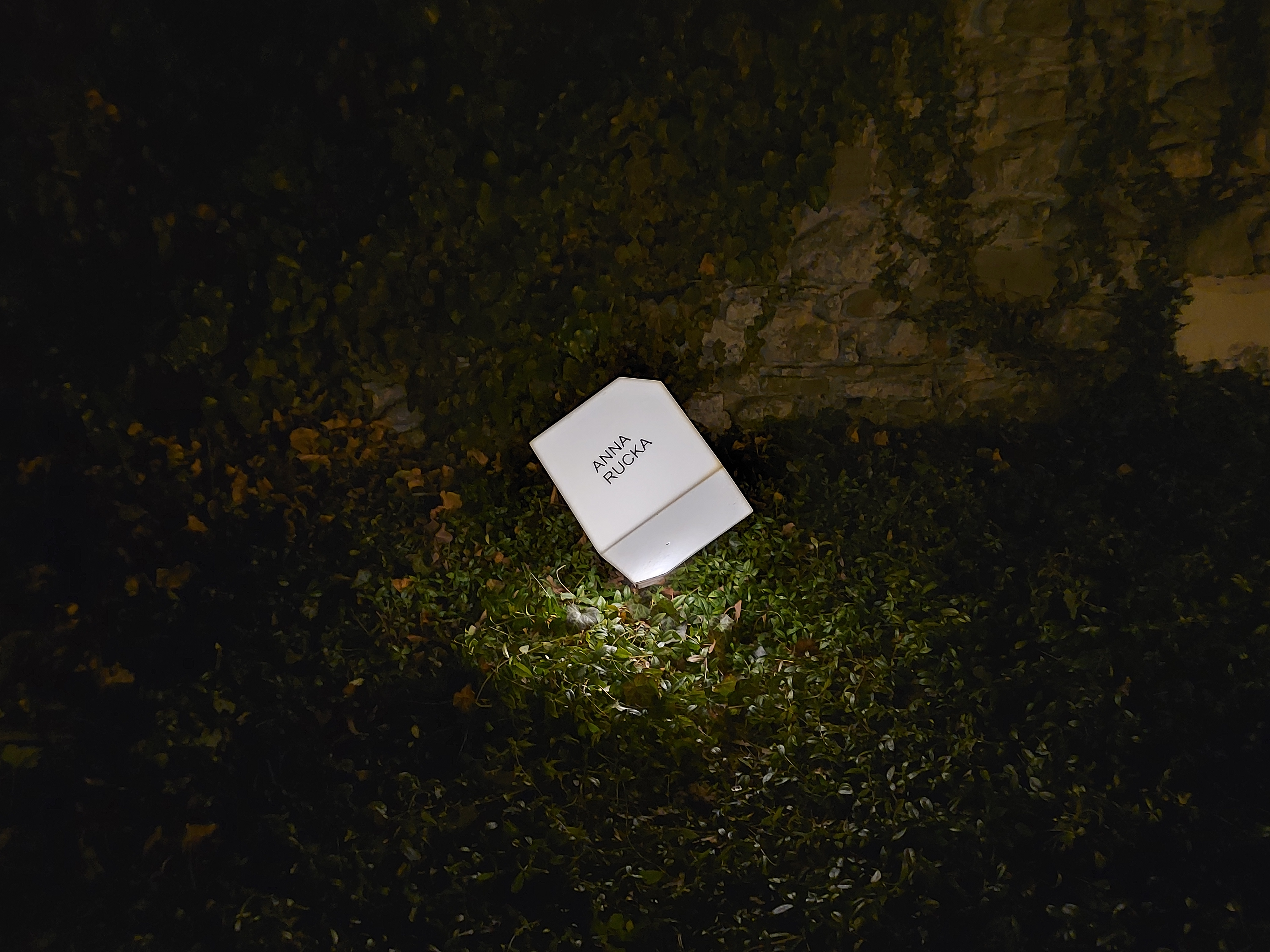
Lampa przy Uliczce Cieszyńskich Kobiet poświęcona Annie Ruckiej

## Odznaczenia
Za całokształt pracy społecznej na rzecz polskich kobiet w Czechosłowacji otrzymała Krzyż Kawalerski Orderu Odrodzenia Polski.
W 1948 roku została pośmiertnie odznaczona Medalem Wojska przez londyńską centralę Armii Krajowej, a w 1968 roku uhonorowana Krzyżem Armii Krajowej.

## Upamiętnienie
W 2013 została uhonorowana lampą ufundowaną przez rodzinę oraz przyjaciół umieszczoną na Uliczce Cieszyńskich Kobiet.